# 台湾大脐蜗牛
台湾大脐蜗牛（学名：Aegista subchinensis），是柄眼目扁蜗牛科盾蜗牛属中的一種蝸牛。主要分布于臺灣全島低海拔森林或草叢底層，常栖息在潮湿落叶底。